# Take It or Leave It
Take It or Leave It ist ein halbdokumentarischer, autobiographischer Film aus dem Jahre 1981 über die Anfänge der Band Madness.

## Handlung
Der Film Take It or Leave It erzählt die Geschichte der Musikgruppe Madness, die sich in London Ende der 1970er, Anfang der 1980er Jahre etablierte. Er schildert in dokumentarischen und nachgestellten Szenen die Entwicklung der Band von 1976 als The Invaders bis 1980, als sie nach ihrer Umbenennung in Madness ihre ersten Charterfolge feiern konnte; gezeigt werden Auftritte in Londoner Pubs, Szenen zu den frühen Charthits und ihrer ersten internationalen Tournee. Die Entwicklung einzelner Mitglieder der Band wird verfolgt. Ein Feature des Films sind die frühen Hits der Band, wie „The Prince“, „One Step Beyond“, „Baggy Trousers“ und „Night Boat to Cairo“. Der Film erschien 2002 auf DVD.

## Kritiken
„Die Probleme (der Band) sind, wenn man Madness glaubt, Besetzungswechsel, Kämpfe innerhalb der Band, Müßiggang und Eigennutz und - nicht zuletzt - Mangel an musikalischer Kompetenz. Aber wenn man sich die Reihe von Hitsingles der Band anschaut, ist letztere Behauptung - und die Tatsache, dass der Film die Verbindungen von Madness zu ihren frühen Anhängern aus der  Skinhead-Szene verwässert - das, was an den Aussagen des Films am schwersten zu glauben ist. Ansonsten ist er ein verklärendes, aber gelungenes Werbeprodukt.“